# Lactarius
Lactarius (Christian Hendrik Persoon, 1797) din încrengătura Basidiomycota, în ordinul Russulales și familia Russulaceae cu global aproximativ 450 de specii (Europa: peste 130), denumit în popor râșcov sau lăptucă, este un gen de ciuperci. Speciile lui coabitează, fiind simbionți micoriza (formează micorize pe rădăcinile arborilor). În România, Basarabia și Bucovina de Nord ele cunosc o răspândire largă. Bureții sunt caracterizați prin emanarea unui suc atunci când sunt rupți sau tăiați. Ei se dezvoltă de la câmpie la munte prin păduri, parcuri și pajiști sub arbori de conifere sau foioase, din iunie până în octombrie (noiembrie). Tip de specie este din 2011 Lactarius torminosus (râșcovul de mesteacăn).

## Taxonomie
Numele binomial care este și denumirea curent valabilă (2020) a fost determinat de savantul bur Christian Hendrik Persoon, de verificat în lucrarea sa Tentamen dispositionis methodicae Fungorum din 1797. Celelalte încercări de redenumire făcute, sunt acceptate sinonim, nefiind folosite. 
Începând cu anul 2011, peste 150 de specii au fost transferate la genul Lactifluus, între ele L. piperatus (lăptucă iute), L. vellereus (râșcov pâslos) și L. volemus (lăptucă dulce).
Numele generic este derivat din cuvântul latin (latină lacteus= lăptos, plin de lapte), datorită sucului emanat, fiind preluat pentru toate speciile ale acestui gen.

## Descriere

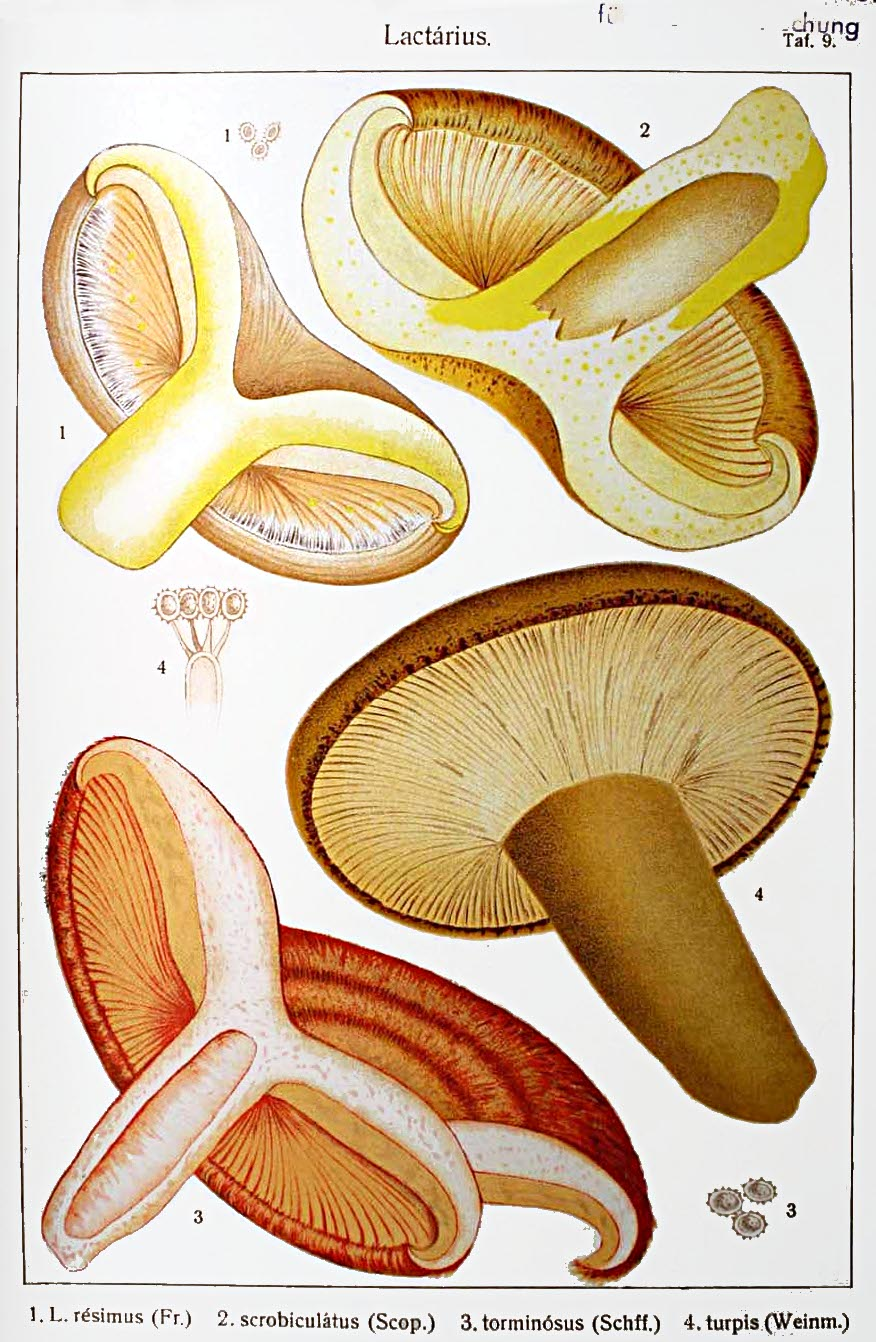
Diverși Lactarius

Acest gen cu soiuri care emit mereu un suc, este eterogen, de formă pileată (adică, cu pălărie și lamele) cu pălăria amenajată mereu central peste picior. El poate să aibă următoarele însușiri:
- Pălăria: este de mărime medie pentru ciuperci plin dezvoltate cu un diametru de aproximativ 4-10 (15) cm, inițial mereu semisferică cu marginea întâi răsfrântă spre picior, apoi concavă și in sfârșit plată, deseori adâncită în centru, uneori ondulată sau crestată, compactă și cărnoasa. Cuticula poate fi netedă sau pufoasă, uscată și vâscoasă, în primul rând la umezeală lipicioasă, câteodată chiar și mucoasă, suprafața fiind deseori zonată. Culorile pălăriei diferă tare, arătând aproape toate nuanțele de la alb, peste galben, ocru, portocaliu până la roșu înfocat, maroniu, brun-violet sau violet, chiar și negricios.
- Laptele: poate fi limpede apos, alb, gălbui, portocaliu sau portocaliu-roșcat. Gustul tinde de la plăcut dulceag până la extrem de iute.
- Lamelele:  sunt dese, cu muchii intercalate, în multe cazuri bifurcate, arcuite sau drepte spre picior și acolo deseori puțin decurente. Unele specii sunt destul de fragile, altele elastice și în cele mai multe cazuri de aceiași culoare cu pălăria. Sporii sunt rotunjori până scund eliptici, verucoși și punctați precum amilozi (intră în reacție chimică cu iod). Pulberea lor variază de la alb la ocru închis, niciodată rozalie.
- Piciorul: are o înălțime de 3-12 cm și o lățime de 0,5-2 cm, fiind cilindric, cărnos, și mereu de culoarea pălăriei. Genul nu poartă  resturi unui văl parțial sub pălărie, de acea tulpinii lipsește o manșetă. Mai departe el nu este bulbos la bază. Piciorul se rupe cu același efect ca un măr.
- Carnea: este densă și compactă, fragilă până tare, câteodată chiar ceva elastică (Lactarius lignyotus). Culoarea depinde de coloritul laptelui. Ea are un miros aromatic, fructuos (la specii incomestibile câteodată rășinos) și gust dulceag sau iutișor (la specii incomestibile foarte iute, la unele în plus amar). O excepție face savurosul  Lactarius volemus care are un miros ușor de hering.
- Caracteristici microscopice: speciile genului cu spori eliptici, rareori globoizi, sunt [amiloză|amiloid]] (ce înseamnă colorabilitatea structurilor tisulare folosind reactivi de iod), ornamentați sub formă de negi sau spini mai mult sau mai puțin proeminenți conectați prin creste, la fel ca alți membri ai familiei Russulaceae. Spre deosebire de genul Russula, Lactarius are hife purtătoare de latex în trama lui.[3][8][9][10][11][12][13]

## Sistematică
Genul Lactarius a fost subîmpărțit în mai multe secții, care sunt parțial diferit descrise, depinde de autor. Această sistematică se ține de studiile micologului francez Marcel Bon din traducția  lucrării sale în limba germană. Speciile alocate secțiilor reprezintă doar o selecție.
- Secția Colorati (pălărie mai mult sau mai puțin împâslită, niciodată unsuroasă, cu numai puțin lapte apos, de valoare scăzută; Lactarius helvus considerat toxic), de exemplu: Lactarius alpinus, Lactarius glyciosmus, Lactarius helvus, Lactarius lilacinus, Lactarius mammosus sin. Lactarius fuscus, Lactarius rufus, Lactarius spinosulus;[15]
- Secția Dapetes (se dezvoltă aproape exclusiv în păduri de conifere, suc de la început roșiatic, miros plăcut, gust de obicei dulceag, rareori amar, pulbere de spori albă), de exemplu: Lactarius deliciosus, Lactarius deterrimus, Lactarius quieticolor sin. Lactarius hemicyaneus, Lactarius salmonicolor, Lactarius sanguifluus, Lactarius semisanguifluus;[16]
- Secția Fuliginosi (lapte alb care se decolorează la aer în roz sau brun-roșcat, cuticulă cu suprafață neozonată, netedă și catifelată de culoare cafea-lapte până brun negricioasă, pulberea sporilor de colorit ocru), de exemplu: Lactarius acris, Lactarius azonites, Lactarius fuliginosus, Lactarius lignyotus, Lactarius picinus, Lactarius pterosporus, Lactarius romagnesii, Lactarius ruginosus;[17]
- Secția Mitissimi (lapte alb care nu se decolorează, cuticulă netedă, coloritul de bază fiind  maro-roșiatic până la maro deschis, dar mereu cu tonuri puternice portocalii), de exemplu: Lactarius aurantiacus, Lactarius aurantiofulvus, Lactarius fulvissimus, Lactarius rubrocinctus sin. Lactarius tithymalinus;[18]
- Secția Obscurati  (ciuperci mici, pălărie canelată cu un diametru de numai 3 cm, puțin lapte care se usucă repede, spori alb, miros imperceptibil, fără valoare pentru bucătărie), de exemplu: Lactarius cyathuliformis, Lactarius obscuratus, Lactarius omphaliformis;[19]
- Secția Olentes (pălărie subțire, mată, inegală și adesea ondulată, fără caneluri, lapte apos, spori sferici și ocru-crem, miros foarte aromatic), de exemplu: Lactarius atlanticus, Lactarius camphoratus, Lactarius rostratus sin. Lactarius cremor, Lactarius serifluus, Lactarius subumbonatus;[19]
- Secția Pyrogali (pălării umede, unsuroase sau lipicioase, lapte alb, decolorându-se câteodată după uscare pe lamele gălbui sau verzui, gust iute, sau/și amar, neplăcut; cu toate necomestibile, unele chiar ușor otrăvitoare), de exemplu: Lactarius albocarneus, Lactarius circellatus, Lactarius fascinans, Lactarius flexuosus sin. Lactarius umbrinus, Lactarius hysginus sin. Lactarius curtus, Lactarius musteus, Lactarius pallidus, Lactarius pyrogalus sin. Lactarius hortensis, Lactarius trivialis;[20]
- Secția Subdulces (lapte alb care nu se decolorează, cuticulă mată, netedă, coloritul fiind slab maro-roșiatic până la maro deschis), de exemplu: Lactarius quietus, Lactarius subdulcis;[18]
- Secția Tabidi (pălărie netedă, laptele se decolorează la aer galben, specii fără iuțime sunt comestibile), de exemplu: Lactarius badiosanguineus, Lactarius chrysorrheus, Lactarius decipiens, Lactarius hepaticus, Lactarius lacunarum, Lactarius sphagneti, Lactarius tabidus sin. Lactarius theiogalus;[21]
- Secția Tricholomoidei (pălărie cu margine pletoasă sau franjuri, cuticulă lânoasă, lapte întotdeauna alb care se îngălbenește la unele specii semnificativ în aer,  soiuri necomestibile sau otrăvitoare), de exemplu: Lactarius citriolens, Lactarius mairei, Lactarius pubescens, Lactarius resimus, Lactarius scrobiculatus, Lactarius torminosus;[22]
- Secția Uvidi (cuticulă mucoasă până lipicioasă, laptele se decolorează la aer violet, specii necomestibile), de exemplu: Lactarius aspideus, Lactarius flavidus, Lactarius repraesentaneus, Lactarius uvidus,  Lactarius violascens;[23]
- Secția Vieti (cuticulă mucoasă până lipicioasă, laptele schimbă la aer de la alb la gri până maroniu decolorând lamelele; specii necomestibile), de exemplu: Lactarius blennius, Lactarius fluens, Lactarius necato sin. Lactarius plumbeus, Lactarius turpis, Lactarius vietus;[23]
- Secția Zonarii (cuticulă unsuroasă și ușor lipicioasă, mai mult sau mai puțin zonată, de colorit galben, ocru, galben-maro sau rozaliu, culoarea laptelui foarte amar fiind alb ca și pulberea sporilor, specii cu toate necomestibile sau otrăvitoare excepționat Lactarius porninsis), de exemplu: Lactarius acerrimus, Lactarius controversus, Lactarius porninsis, Lactarius zonarioides sin. Lactarius bresadolanus, Lactarius zonarius.[24]

## Diverse specii din secții în imagini

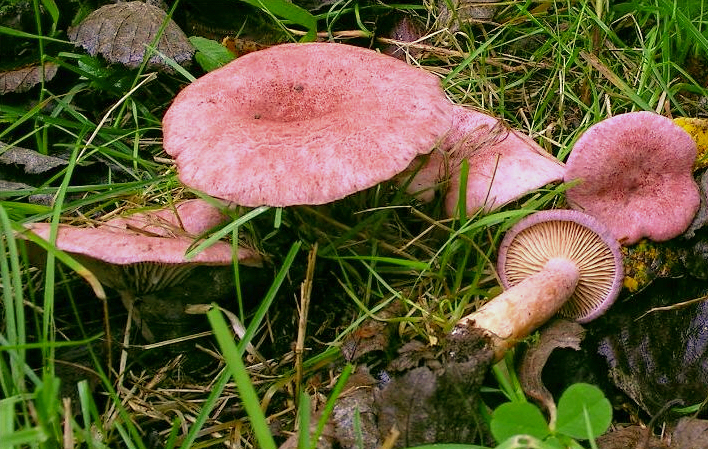
Secţia Colorati: L.  lilacinus
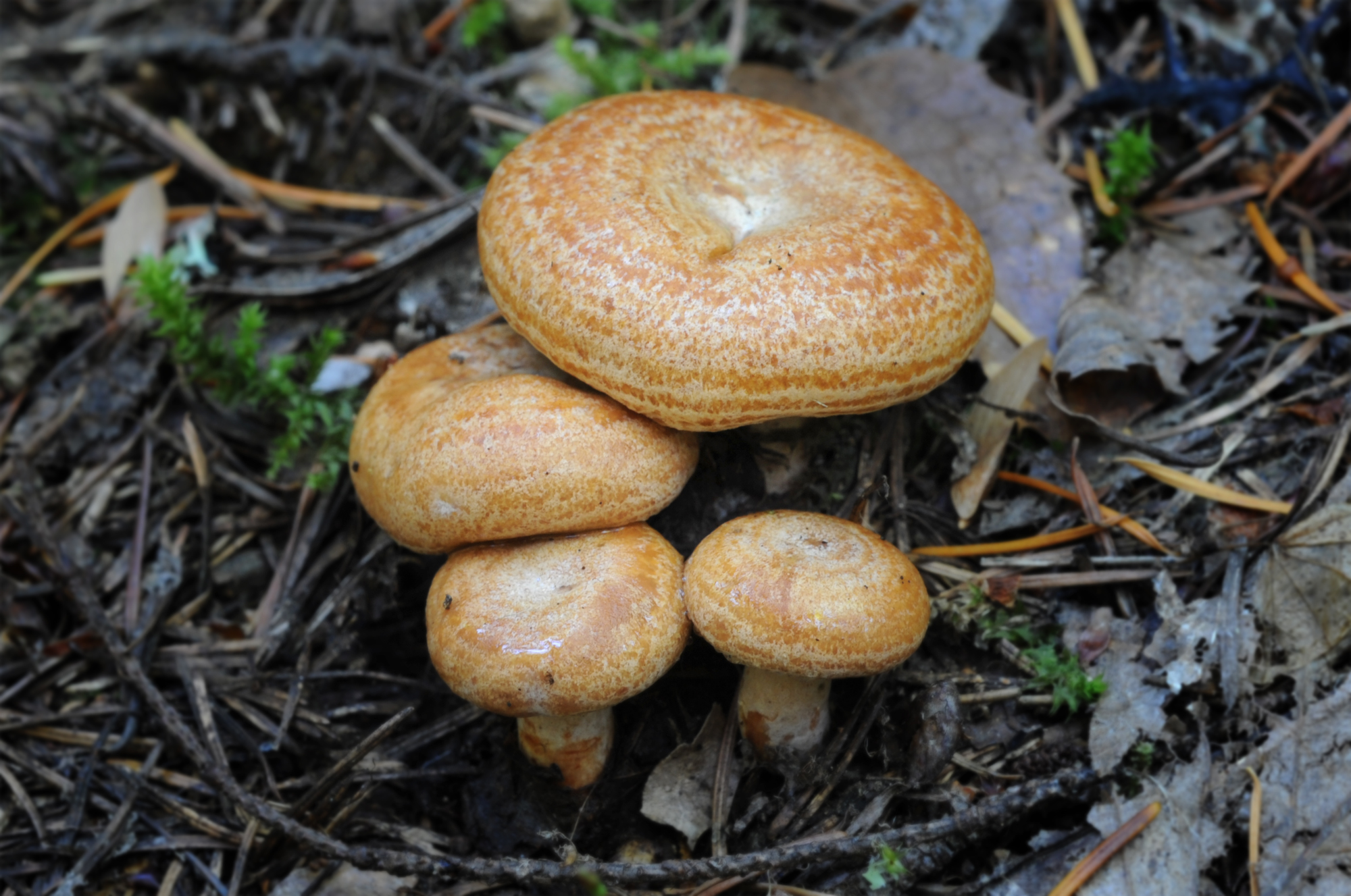
Secţia Dabetes: L. deliciosus
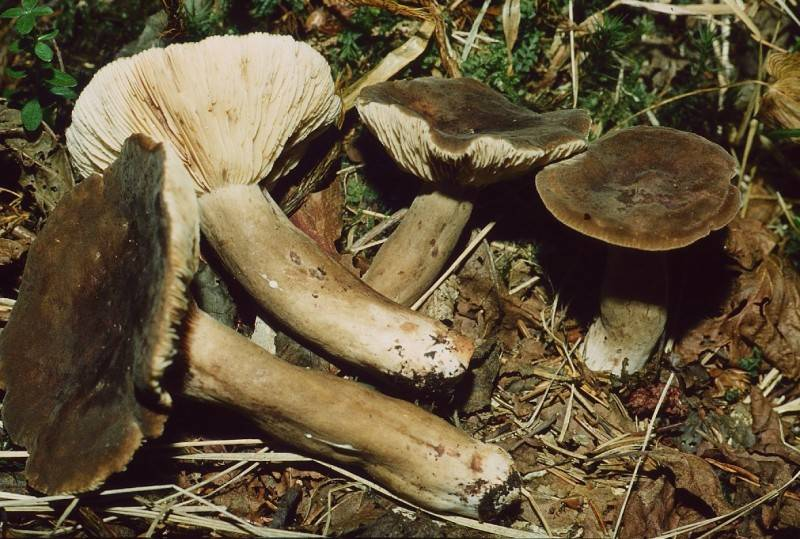
Secţia Fuliginosi: L. fuliginosus
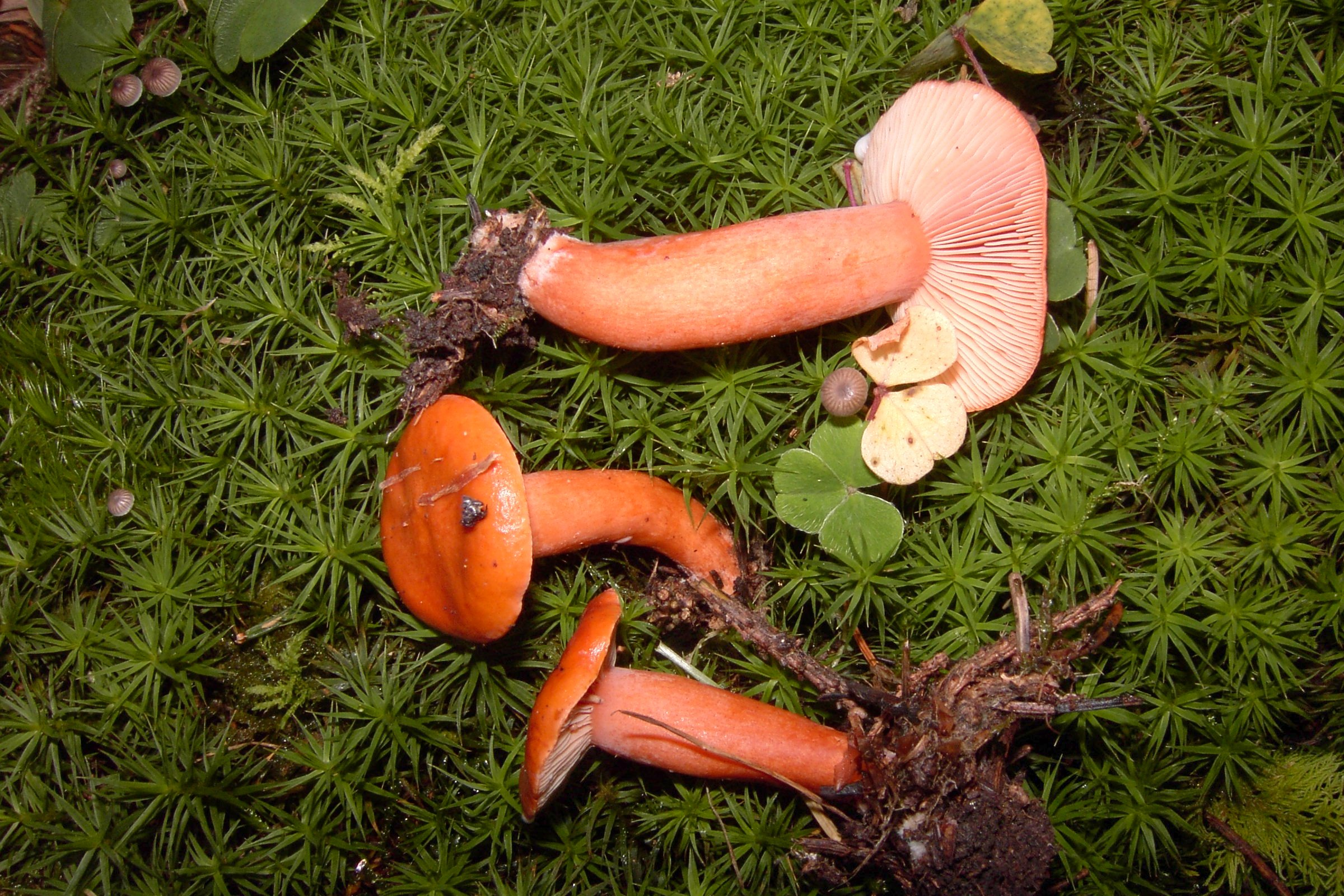
Secţia Mitissimi: L. aurantiacus
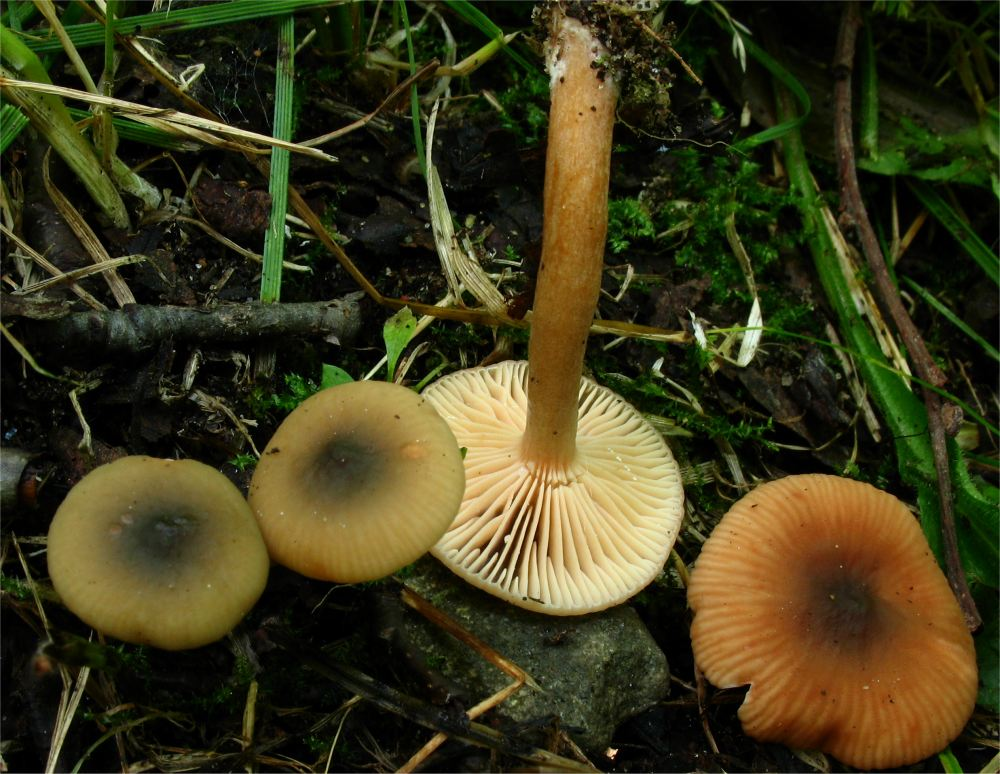
Secţia Obscuri: L. obscuratus
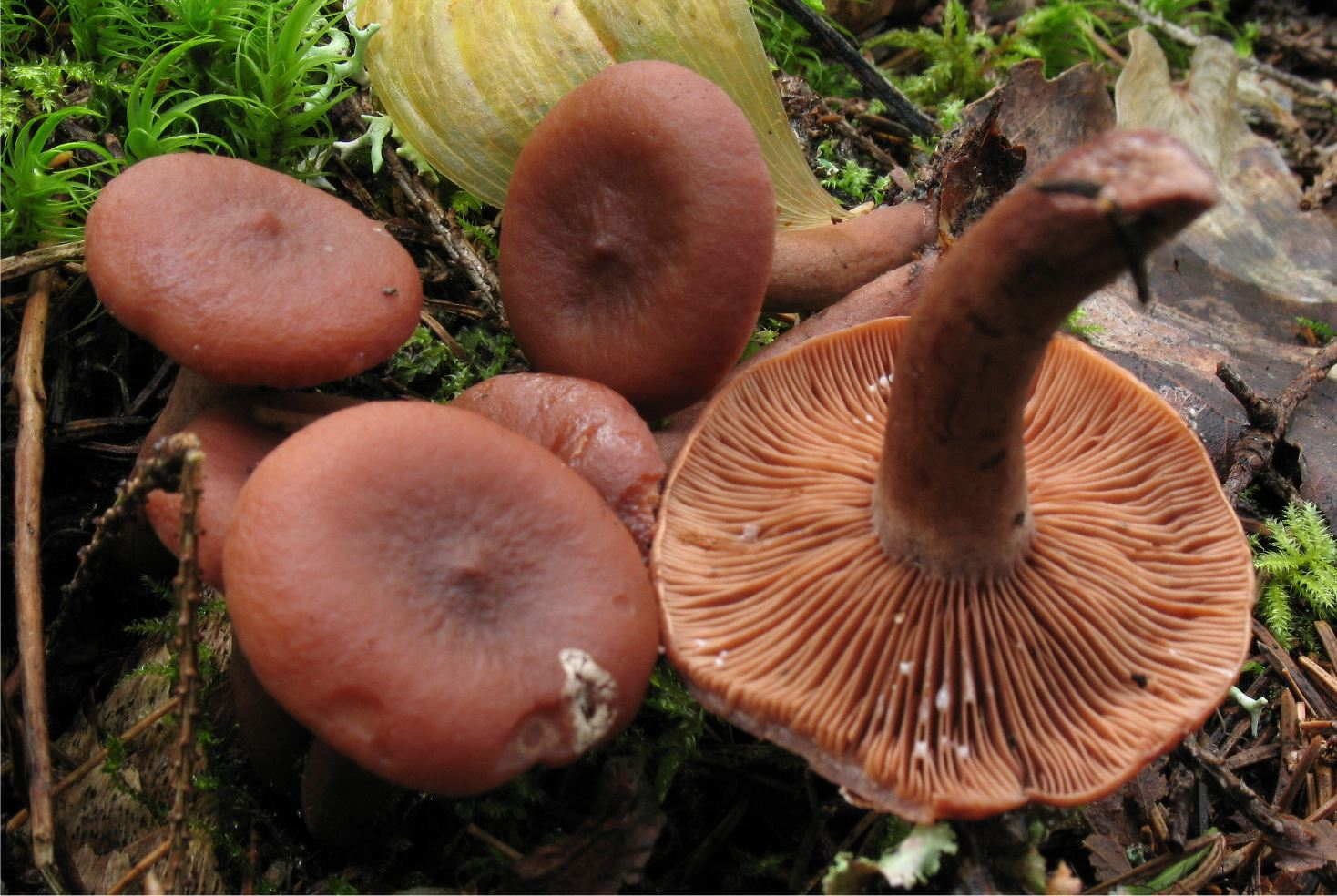
Secţia Olentes: L. camphoratus
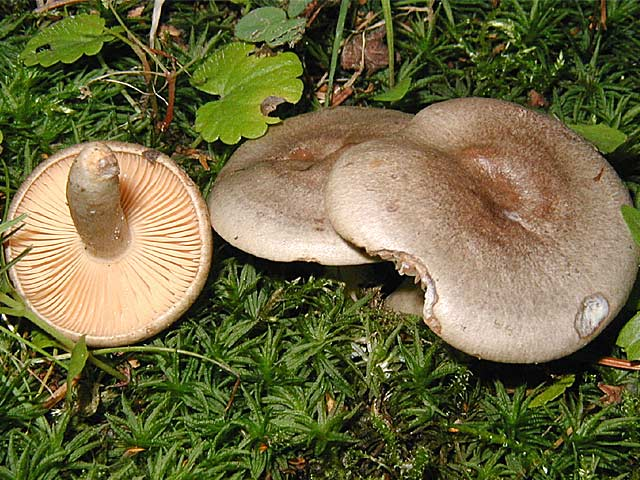
Secţia Pyrogali: L. pyrogallus

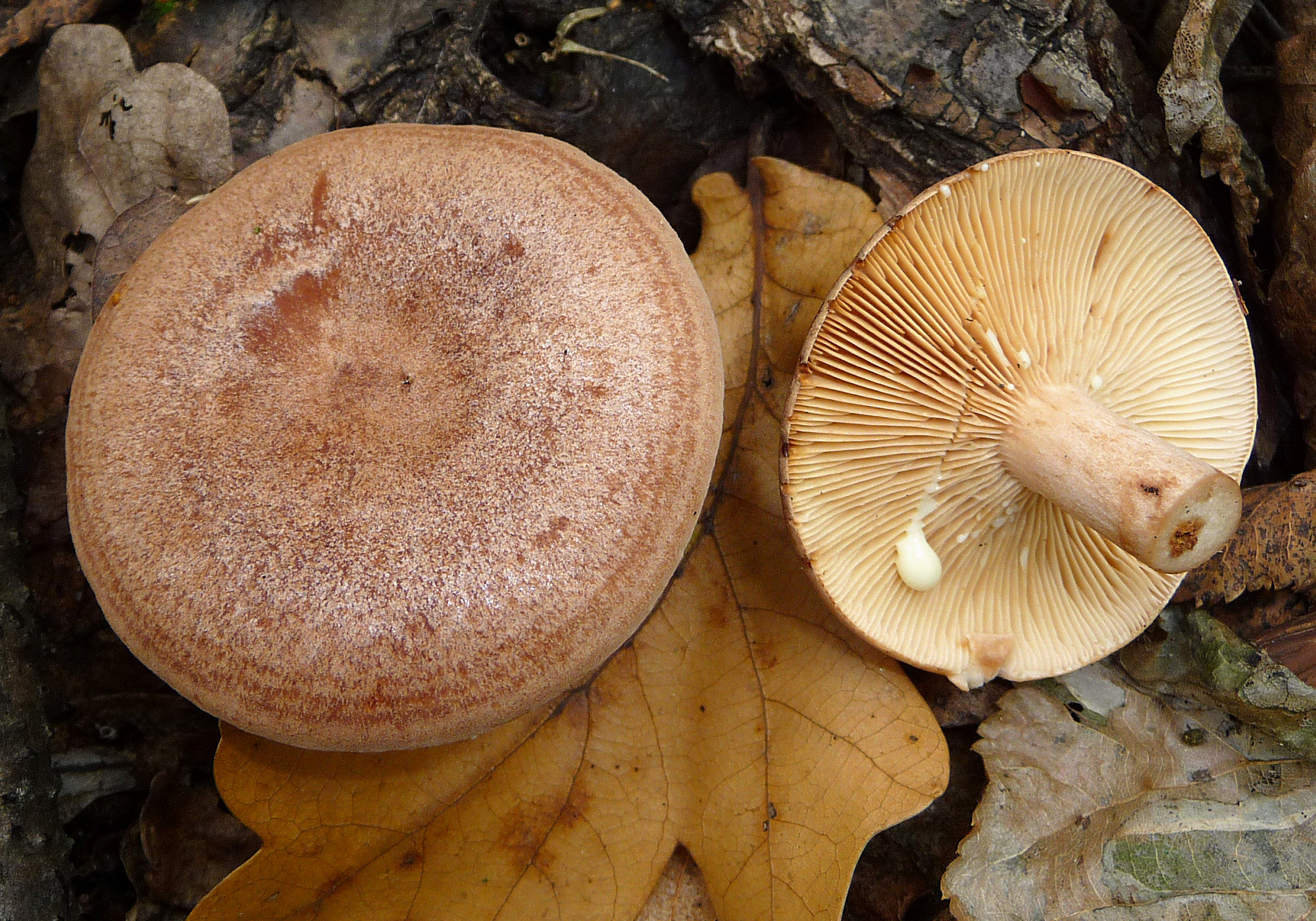
Secţia Subdulces: L.  quietus
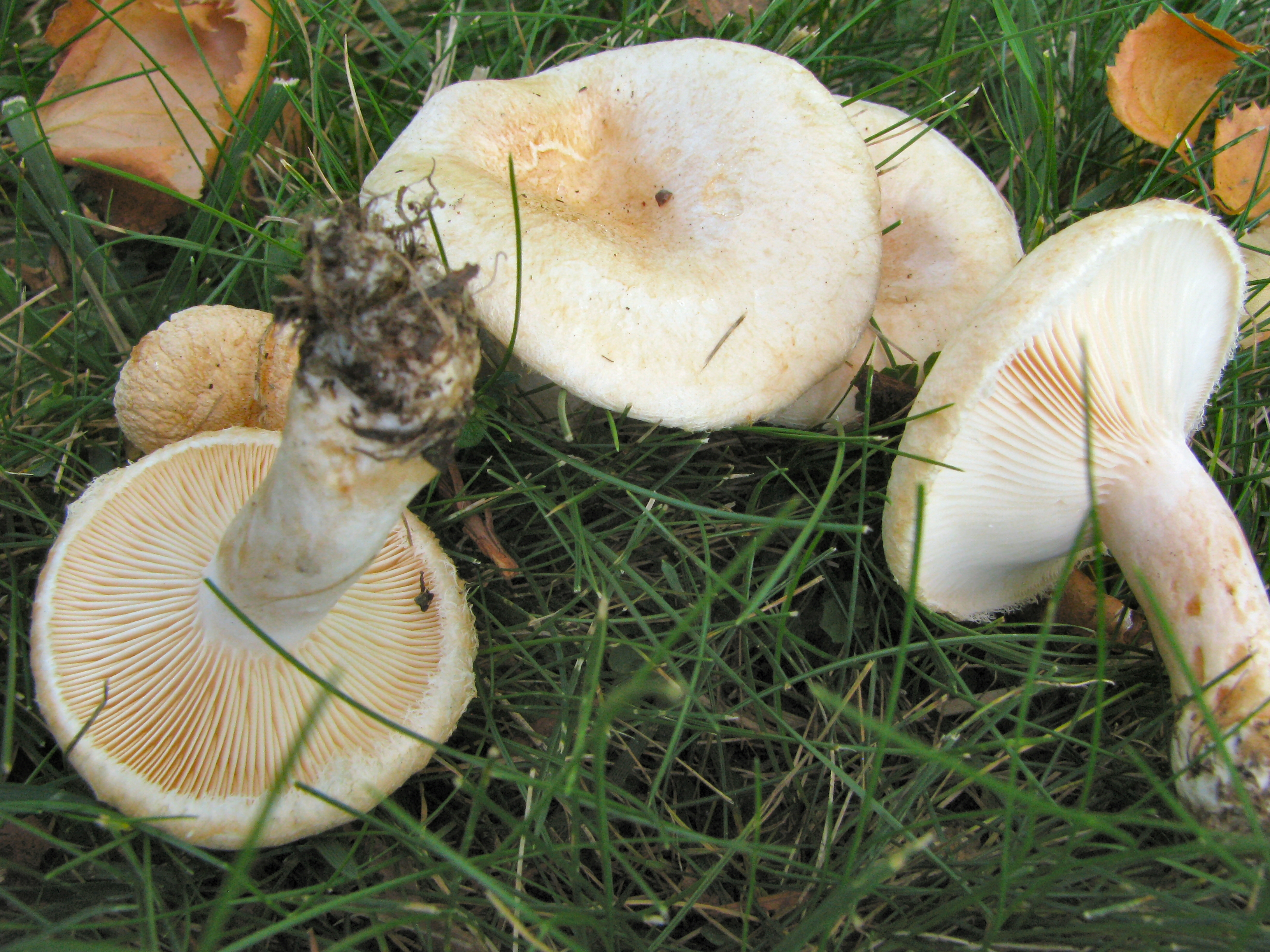
Secţia Tricholomoidei: L. pubescens
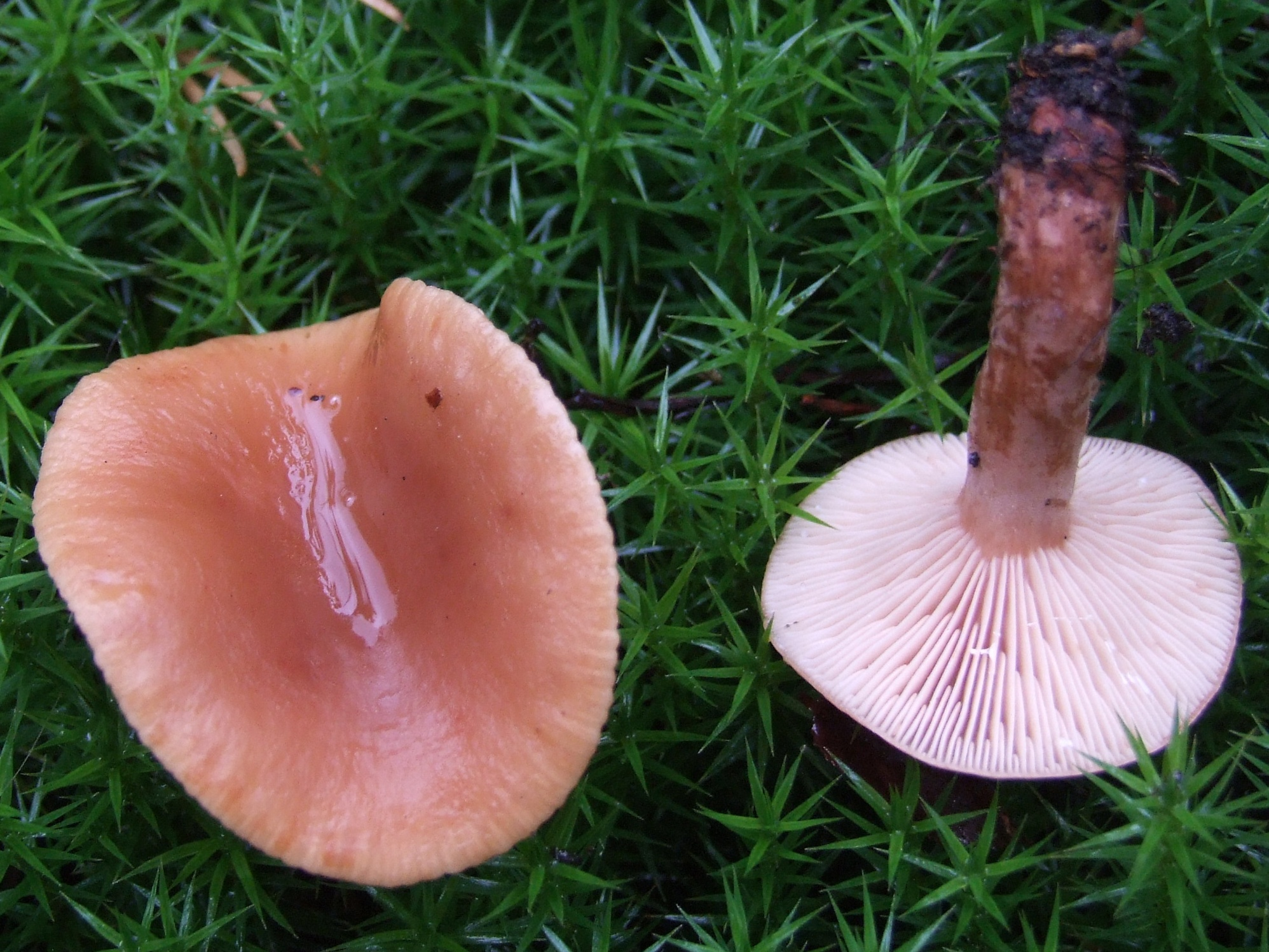
Secţia Tabidi: L.  sphagneti
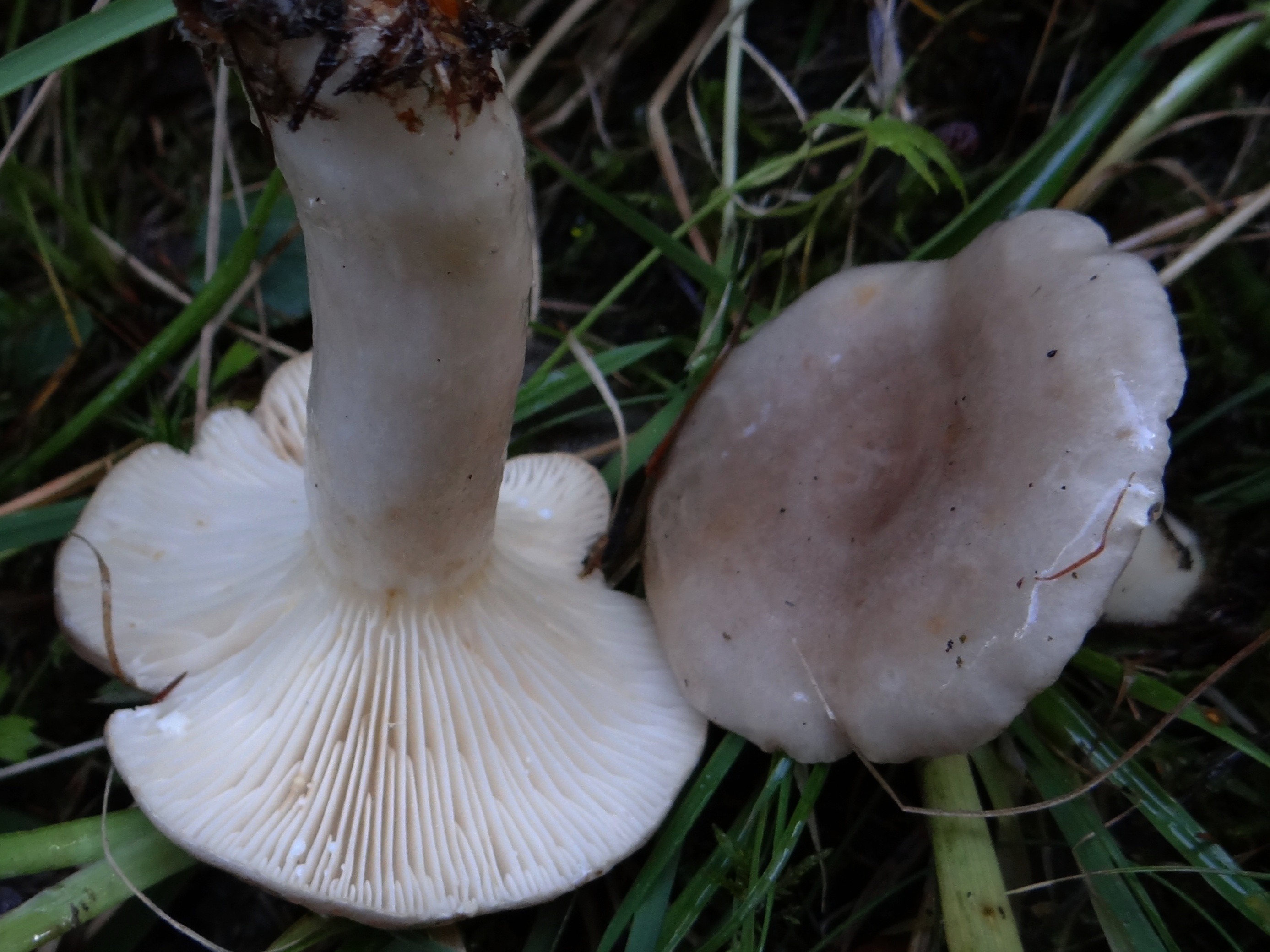
Secţia Uvidi: L. uvidus
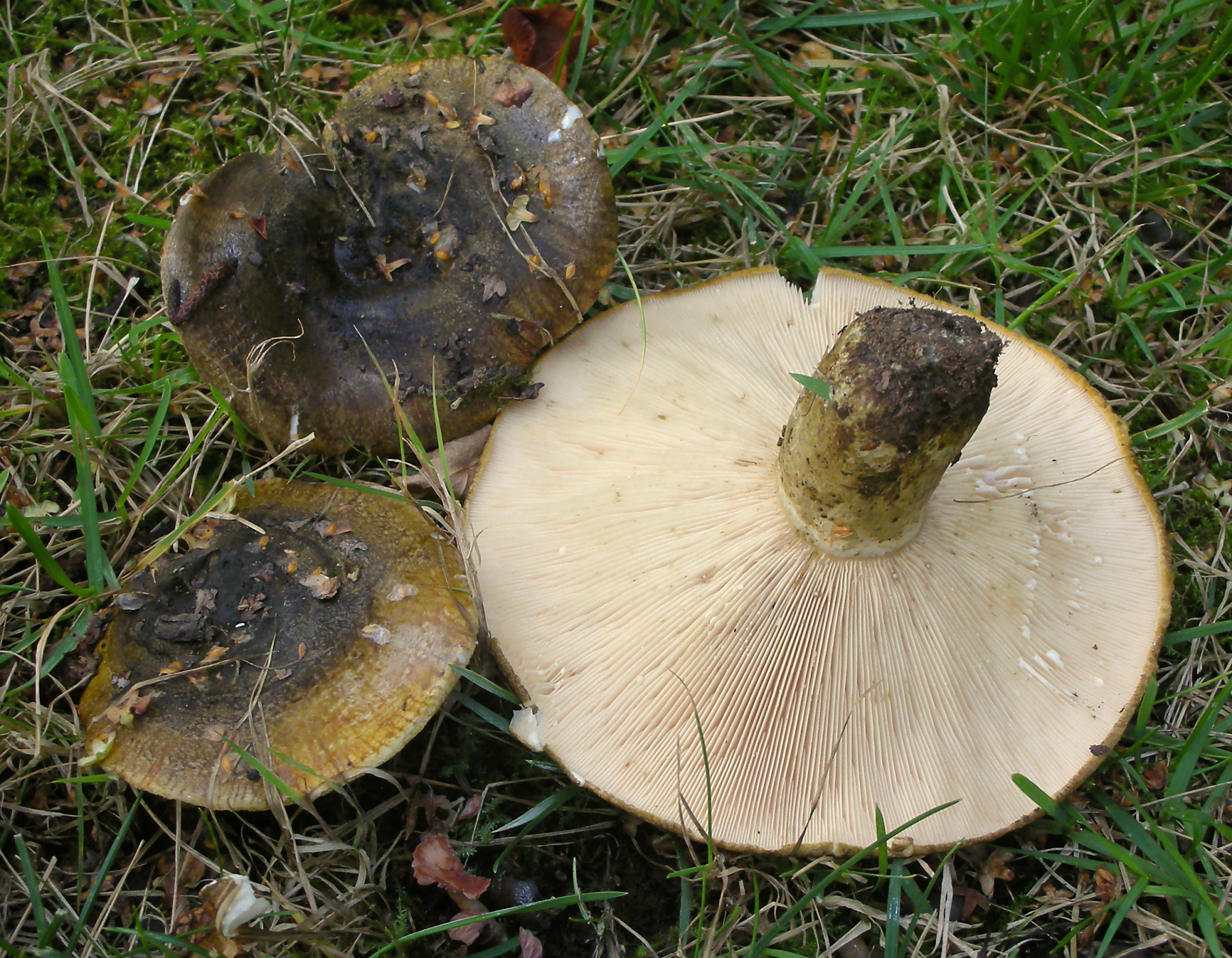
Secţia Vieti: L. turpis
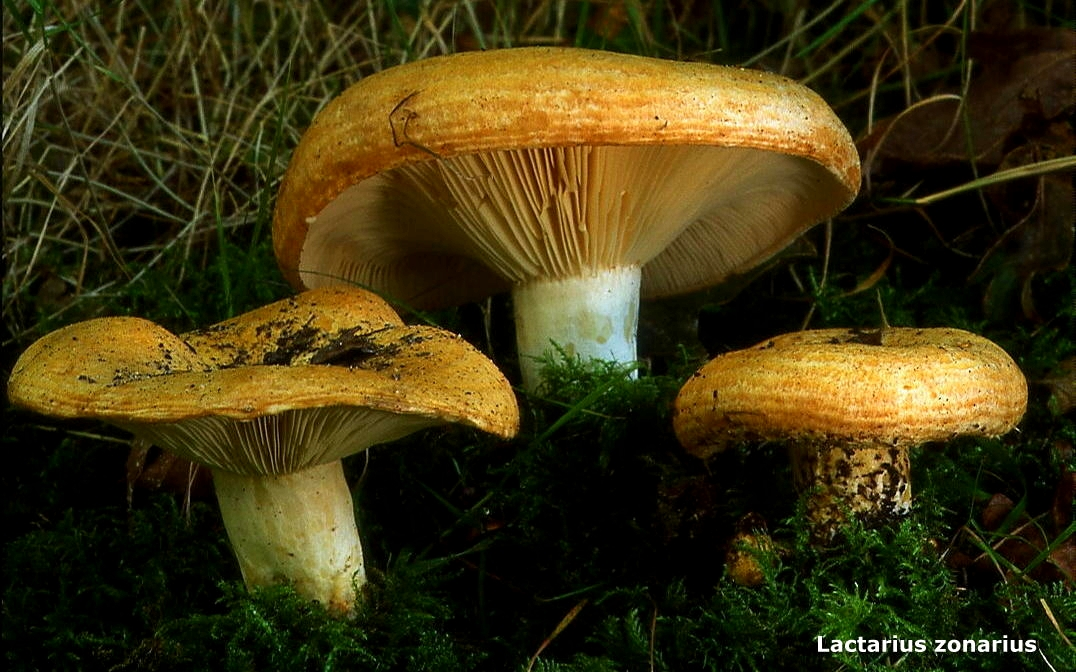
Secţia Zonarii: L. zonarius

## Delimitare

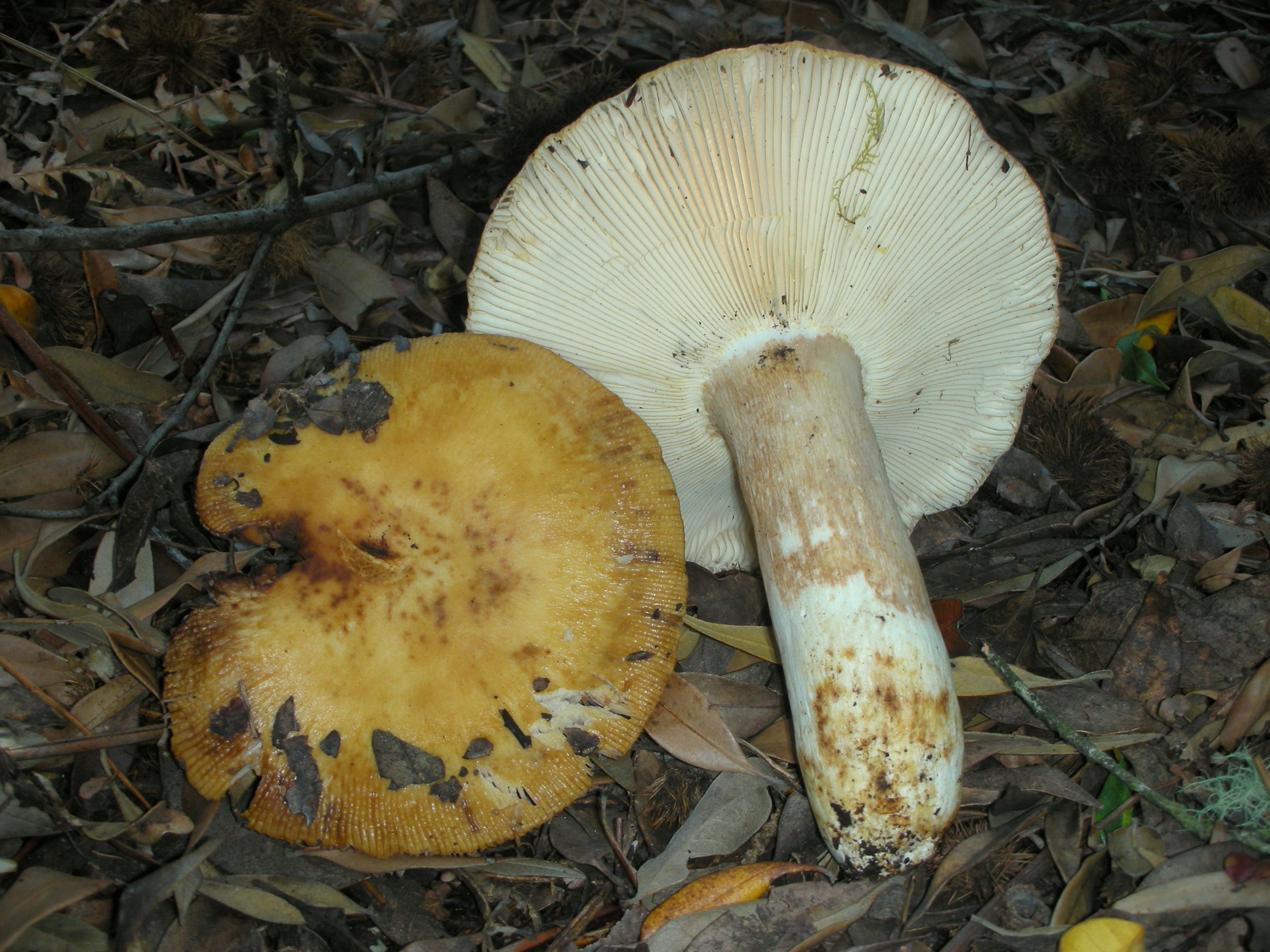
Russula fragrantissima

Aici cele mai importante deosebiri între genul Russula și alte genuri:
- Genul Agaricus seamănă privind speciile mai mici genului Russula, dar are o  manșetă la mijlocul piciorului și lamelele nu sunt albe sau galbene ci rozalii, devenind adesea oară după câtva timp maro, la bătrânețe negre.
- Genul Amanita este crescut mai mare, având fulgi pe pălărie, o  manșetă la mijlocul piciorului și un bulb cu volvă la bază.
- Genul Cortinarius are lamele mai groase și îndepărtate. Carnea speciilor otrăvitoare este colorată așa ca și lamelele.
- Genul Lactifluus are lapte alb, preponderent iute sau amar, carne mai aspră și diferențe însemnătoare filogenetice.
- Genul Russula se deosebește cel mai ușor prin lipsa de lapte.
- Genul Tricholoma se deosebește întotdeauna prin carnea fibroasă, adesea oară cu miros puternic și neplăcut.

## Valorificare
Multe soiuri acestui gen sunt comestibile, lăptuca dulce și râșcovul de brad fiind cele mai preferate căci delicioase. Deși lăptuca dulce sau lăptucă neagră se pot mânca crud, pentru celelalte soiuri este recomandat neapărat un tratat termic înainte de ingerare, altfel bureții pot să provoaca intoxicații digestive. După consum, câteodată urina se decolorează roșu, ce însă este inofensiv.